# Teudis
Teudis o Theudis (c. 480 - 548) fue rey de los visigodos (531 - 548) y antiguo general ostrogodo del rey Teodorico el Grande. Accedió al poder tras la muerte de Amalarico, rey visigodo nieto de Teodorico el Grande.

## Biografía
Teudis fue enviado a la corte de Amalarico por Teodorico el Grande como jefe del ejército, donde actuó con cierta autonomía (Procopio dice que actuó como un tirano), se casó con una rica hispanorromana y tejió una red clientelar. A la muerte de Amalarico, reclama el trono de los visigodos y es nombrado rey (según San Isidoro de Sevilla reinó diecisiete años). Teudis siempre tuvo cuidado de obedecer las órdenes de Teodorico, y siempre le mandó su tributo anual. Amalarico trasladó la capital visigoda de Narbona en la Septimania a Barcelona, y Teudis a Toledo. 
En 541 tuvo que enfrentarse a los francos, al mando de Clotario y Childeberto, que penetraron por Pamplona hasta Zaragoza, la cual sitiaron durante cuarenta y nueve días. Tras defenderla, consiguió derrotarles y hacerles huir por donde habían entrado, donde además, su general Teudiselo les causó grandes bajas. Por el contrario, en 542 no logró defender Ceuta (ocupada en 533) de los bizantinos, que les atacaron por tierra y mar.
En 546 dictó una ley en Toledo sobre costas procesales, que ordenaba incorporar en una sección correspondiente al Código Teodosiano, recogida por el Breviario de Alarico, lo que demostraría la aplicación de este último texto en la Hispania visigoda.
En 548 muere asesinado en su palacio barcelonés por un godo que simuló estar loco. Otras versiones sitúan su asesinato en su palacio de Sevilla, a manos de un soldado de la guardia, implicado en una conjura nobiliaria, fingiéndose loco.
Era tío de uno de los reyes ostrogodos de Italia, Hildibaldo, tío a su vez de otro rey ostrogodo, Totila.